# Eutanygaster moraviella
Eutanygaster moraviella là một loài tò vò trong họ Ichneumonidae.